# Avinsino Corner
Avinsino Corner es un área no incorporada ubicada en el condado de El Dorado en el estado estadounidense de California.

## Geografía
Avinsino Corner se encuentra ubicada en las coordenadas 38°41′37″N 120°40′36″O / 38.69361, -120.67667.